# Ituri-conflict
Het Ituri-conflict was een conflict in Ituri, Democratische Republiek Congo, aan de grens met Oeganda. Het conflict van de Lendu en de Hema, waarbij meer dan 50.000 mensen omkwamen en meer dan 500.000 mensen tot vluchtelingen werden gemaakt. Onder groeperingen van de opstandelingen trof men de Forces armées du peuple congolais aan. 
In 2003 werd een tijdelijke Frans-Europese militaire missie opgestart, EUFOR Artemis, met het doel een dreigende genocide te voorkomen. 
Dit conflict woedde van 1999 tot 2007.

Ituri
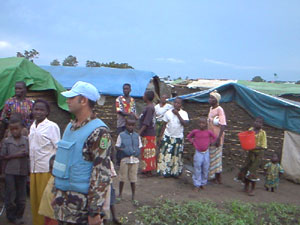
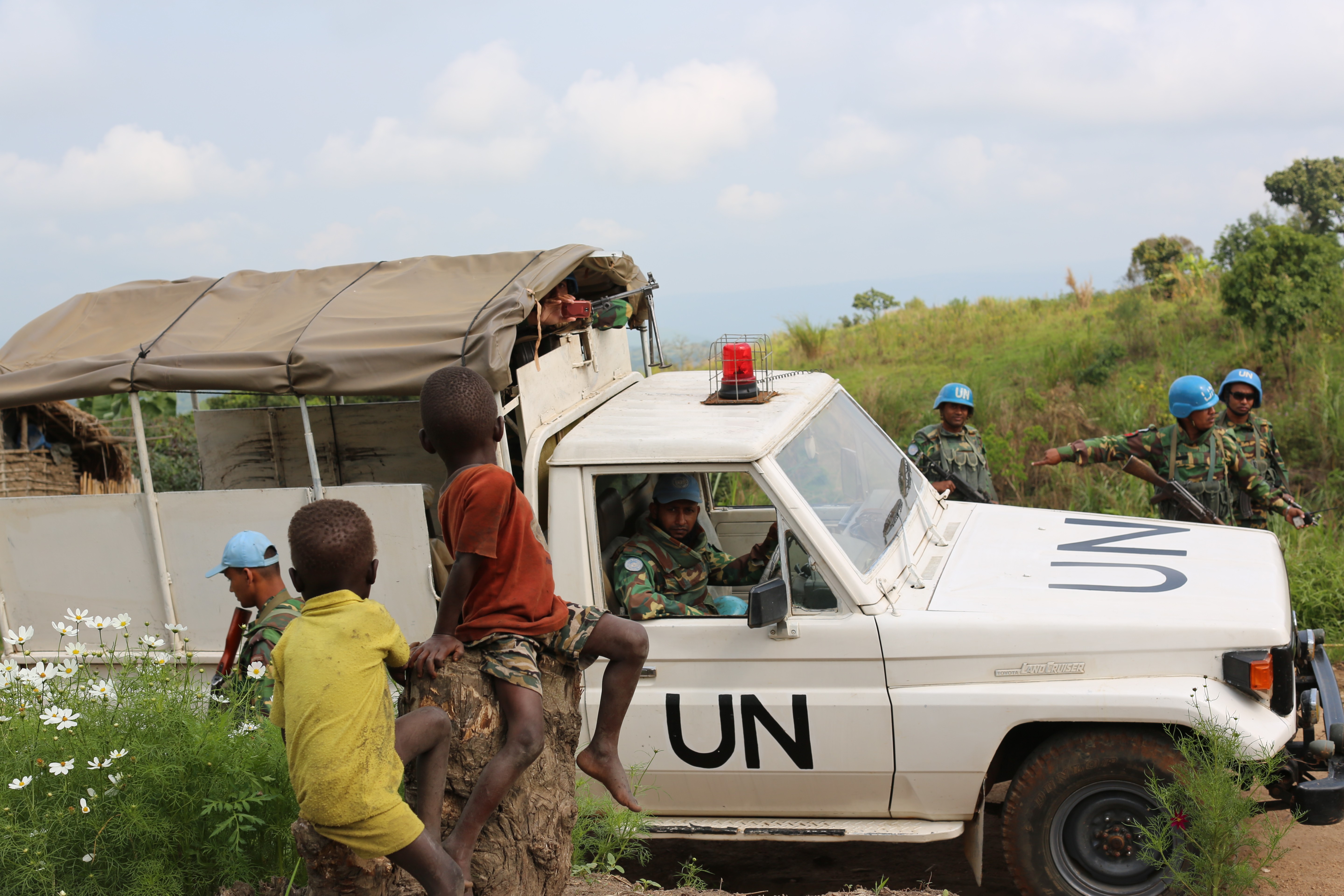